# Dirk Lipski
Dirk Lipski (geb. 1970 in Neuss) ist ein deutscher Journalist. Er arbeitet seit 1997 für den WDR, zunächst als Autor, Reporter und Moderator im Hörfunk und im Fernsehen, seit 2007 als festangestellter Redakteur. Seit 2023 ist er in der Programmgruppe Zeitgeschehen, Europa und Ausland des WDR tätig und berichtet für die ARD regelmäßig als Vertreter der Auslandskorrespondenten u. a. aus den USA, Polen, Frankreich und über die Entwicklungen des russischen Angriffskriegs auf die Ukraine.

## Leben
Dirk Lipski hat Germanistik, Philosophie und Erziehungswissenschaft an der Universität in Köln studiert. Seine erste Station beim WDR als freier Mitarbeiter war das Landesstudio in Aachen. In den folgenden Jahren war er für die WDR-Landesstudios in Düsseldorf, Wuppertal und Bonn tätig. Er hat aus NRW zahlreiche Berichte und Reportagen für "WDR aktuell" und die "Aktuelle Stunde" produziert und geplant. Daneben war er Autor und Moderator im WDR Hörfunk, schwerpunktmäßig in der Sportredaktion.
Seit 2016 hat er mehrfach Vertretungen der ARD-Auslandskorrespondenten übernommen, zunächst in Nairobi, dann in Warschau, Paris Washington, Brüssel und New York. Seine Beiträge sind in der "Tagesschau", den "Tagesthemen" und diversen TV-Magazinen der ARD wie beispielsweise dem Weltspiegel zu sehen. Zu den Höhepunkten seiner Tätigkeit gehört die Berichterstattung aus den USA rund um das Attentat auf den damaligen US-Präsidentschaftskandidaten Donald Trump (2024), den Rückzug Joe Bidens als Kandidat für die US-Präsidentschaftswahl und die Nominierung von Kamala Harris als Präsidentschaftskandidatin der Demokraten. Er ist Mit-Autor der Doku: "Jetzt Harris gegen Trump - Der Neustart der US-Demokraten." Lipski hat als einer von zwei verantwortlichen CvD an der ARD-Sondersendung zur US-Wahlnacht am 6. November 2024 mitgewirkt. Im März 2025 war er einer der drei verantwortlichen Redakteure für den Weltspiegel extra: "Bewährungsprobe: Europas Kampf in einer neuen Weltordnung." Lipski war einer von drei Autoren des Weltspiegel extra: "Russland: 80 Jahre nach Kriegsende" über die aktuelle Situation anlässlich der Feierlichkeiten zum Tag des Sieges am 9. Mai 2025, der am gleichen Tag in der ARD-Mediathek veröffentlicht wurde. Ende Juni 2025 berichtete Lipski in zwei Ausgaben des "Weltspiegel extra" über den NATO-Gipfel in Den Haag, zum einen im Vorfeld als verantwortlicher Redakteur, im Anschluss an den Gipfel über die Ergebnisse.
Lipski ist verheiratet und lebt in Köln. Er sagt von sich: „Erzählen ohne zu langweilen, informieren ohne zu manipulieren, einordnen ohne zu belehren. So in etwa lässt sich mein Leitbild für die tägliche Arbeit als Redakteur des WDR zusammenfassen.“